# NGC 7236
NGC 7236 هو اصطدام مجري، يقع في كوكبة الفرس الأعظم. اكتشف في 25 أغسطس 1864، وقد اكتشفه ألبرت مارث. يبعد عن الأرض 103.0 .، ويبعد عن الأرض 107.62 .

## روابط خارجية
- NGC 7236 على موقع ويكي سكاي: DSS2, SDSS, GALEX, IRAS, Hydrogen α, X-Ray, Astrophoto, Sky Map, Articles and images